# Alexander Stefi
Alexander Stefi (* 6. Juni 1953 in Ciacova, Volksrepublik Rumänien; † 30. November 2016 in Schweinfurt, Bayern) war ein deutscher Theaterschauspieler.

## Leben
Als Sohn eines Banater Lehrerehepaars wuchs Alexander Stefi in seinem Geburtsort Ciacova auf. Im September 1968 zog er nach Timișoara, wo er 1973 seine Reifeprüfung ablegte. Anschließend begann er eine Schauspielausbildung (bis 1975) und ab 1974 eine Regieausbildung. 1972 wurde er als Schauspieler am Deutschen Staatstheater in Timișoara engagiert. Gleichzeitig erhielt er eine Ausbildung als Dirigent und Orchestrator.
Nach der rumänischen Revolution im Dezember 1989 siedelte Stefi mit seiner Frau und seinen zwei Söhnen im Februar 1990 nach Deutschland aus. Über die Stationen Nürnberg und Schweinfurt gelangte er schließlich nach Hambach in Unterfranken, wo er bis zu seinem Tode lebte.

## Schauspielkarriere
Alexander Stefi hat in weit über 200 Premieren am Deutschen Staatstheater Timișoara und am Fränkischen Theater Schloss Maßbach mitgewirkt, sowie in vielen Unterhaltungsprogrammen, Musicals, Operetten und Märchen. Er führte zum Teil Regie, orchestrierte oder arrangierte für diverse Orchester und studierte Gesangpartituren ein. Bis zu seinem Tode leitete er, neben seiner schauspielerischen Tätigkeit, den Männerchor aus Hambach (Unterfranken) und führte regelmäßig Regie bei der Theatergruppe Hambach.
Am Deutschen Staatstheater Timișoara spielte er von 1975 bis 1990 z. B. in folgenden Stücken:
- Götz von Berlichingen von Johann Wolfgang von Goethe die Rolle des Kaiser Maximillian & Olearius
- Nachtasyl von Maxim Gorki die Rolle des Medwedjew
- Mutter Courage und ihre Kinder von Bertolt Brecht die Rolle des Feldwebels, Feldhauptmanns
- Die schöne Helena von Peter Hacks die Rolle des Ajax 1
- Was ihr wollt von William Shakespeare die Rolle des Antonio,
- Minna von Barnhelm von G. E. Lessing die Rolle des Wirts,
- Der Zerrissene von Johann Nestroy die Rolle des Gluthammer.

Seit Oktober 1990 ist Stefi beim Fränkischen Theater Schloss Maßbach engagiert, wo er unter anderem in folgenden Stücken mitwirkte:
- Professor Mamlock von Friedrich Wolf die Rolle des Simon
- Die Gerechten von Albert Camus die Rolle des Foka
- Der Hauptmann von Köpenick von Carl Zuckmayer die Rolle des Gardegrenadier u. a.
- Die Schöne und der Schelm von N. v. Gortschakow die Rolle des Brighella
- Der brave Soldat Schwejk von Jaroslav Hašek die Rolle des Woditschka u. a.
- Charleys Tante von Brandon Thomas die Rolle des Stephan Spettigue,
- Die Heirat von Nikolai Wassiljewitsch Gogol die Rolle des Eierkuchen
- Was ihr wollt von William Shakespeare die Rolle des Antonio
- Das Tagebuch der Anne Frank von F. Goodrich & A. Hackett die Rolle des Kraler
- Ladykillers von E. Körver & M. Caleita die Rolle des Willie Knoxton
- Von Mäusen und Menschen von John Steinbeck die Rolle des Lenny
- Andorra von Max Frisch die Rolle des Wirts
- Mein Freund Harvey von Mary Chase die Rolle des Marvin Wilson
- Der zerbrochne Krug von Heinrich von Kleist die Rolle des Veit Tümpel
- Urfaust von Johann Wolfgang von Goethe die Rolle des Siebel
- Einer flog über das Kuckucksnest von D. Wassermann die Rolle des Häuptling Bromden
- Tod eines Handlungsreisenden von Arthur Miller die Rolle des Ben
- Zum weißen Rössl von Ralph Benatzky die Rollen des Hinzelmann & Kaiser Franz Josef II
- D'Artagnan und die drei Musketiere von Alexandre Dumas die Rollen des Raul & Bonacieux
- Kinderstücke von Paul Maar: Eine Woche voller Samstage, Am Samstag kommt das Sams zurück, Neue Punkte für das Sams oder die Rolle des Hotzenplotz in Der Räuber Hotzenplotz und Neues vom Räuber Hotzenplotz.